# 米罗斯拉夫·希梅克
米罗斯拉夫·希梅克（捷克語：Miroslav Šimek，1959年1月27日—），捷克男子皮划艇运动员。他曾代表捷克斯洛伐克、捷克参加1992年和1996年夏季奥林匹克运动会皮划艇比赛，获得二枚银牌。